# Кароліна Ная
Кароліна Ельжбета Ная  (пол. Karolina Elżbieta Naja, 5 лютого 1990) — польська веслувальниця, олімпійська медалістка, чемпіонка світу.

## Виступи на Олімпіадах
| Олімпіада           | Дисципліна                    | Місце |
| ------------------- | ----------------------------- | ----- |
| Лондон 2012         | байдарка-двійка, 500 метрів   | 3     |
| Лондон 2012         | байдарка-четвірка, 500 метрів | 4     |
| Ріо-де-Жанейро 2016 | байдарка-двійка, 500 метрів   | 3     |
| Ріо-де-Жанейро 2016 | байдарка-четвірка, 500 метрів | 9     |
| Токіо 2020          | байдарка-двійка, 500 метрів   | 2     |
| Токіо 2020          | байдарка-четвірка, 500 метрів | 3     |
| Париж 2024          | байдарка-двійка, 500 метрів   | 12    |
| Париж 2024          | байдарка-четвірка, 500 метрів | 4     |

## Зовнішні посилання
- Кароліна Ная на сайті International Canoe Federation (англійська)
- Кароліна Ная на сайті Olympics.com (англійська)
- Кароліна Ная на сайті Olympedia (англійська)
- Кароліна Ная на сайті Polish Olympic Committee (польська)